# Carcès
Carcès – miejscowość i gmina we Francji, w regionie Prowansja-Alpy-Lazurowe Wybrzeże, w departamencie Var.
Według danych na rok 1990 gminę zamieszkiwało 2270 osób, a gęstość zaludnienia wynosiła 63 osoby/km² (wśród 963 gmin regionu Prowansja-Alpy-W. Lazurowe Carcès plasuje się na 247. miejscu pod względem liczby ludności, natomiast pod względem powierzchni na miejscu 262.).